# Turistická značená trasa 0005
Turistická značená trasa 0005 je červeně vyznačená 25,5 kilometru dlouhá pěší trasa Klubu českých turistů vedená z Prahy-Troje do Kralup nad Vltavou.

## Popis trasy
Trasa vychází od Zoologické zahrady v Troji směrem k řece Vltavě, kde se stočí na západ a až do Kralup nad Vltavou vede po pravém břehu řeky Vltavy, přičemž většina trasy vede bezprostředně po břehu řeky (nebo nejvíce několik metrů od ní). Výjimkou jsou asi 900 m dlouhý úsek v Podhoří, kde se trasa dostane do vzdálenosti až asi 700 m od řeky, asi 1,5 km dlouhý úsek kolem Zámků až po Drahanské údolí, kde je trasa od řeky nejdál asi 180 m, úsek procházející Husincem (cca 1,6 km), kde je trasa od řeky nejvýše 140 m a v Řeži (1,2 km dlouhý úsek) nejdéle asi 185 m.
Po opuštění Prahy trasa prochází přes nezastavěné území Zdib, Klecánky (spadající pod město Klecany), Husinec, Řež (spadající pod Husinec), dolní část Máslovic, Dolánky (obec Zlončice) a Chvatěruby. V Kralupech přejde most pro pěší a na levém břehu končí.
| Km   | Místo                      | Navazující a křižující trasy | Nadm. výška |
| ---- | -------------------------- | ---------------------------- | ----------- |
| 0    | Troja, ZOO (bus)           | 3108                         | 190 m       |
| 2    | Podhoří                    |                              | 181 m       |
| 4    | Zámky                      | 1101                         |             |
| 5    | Drahanské údolí            | 1101, 6020                   |             |
| 7    | Klecánky přívoz pravý břeh | 6008                         |             |
| 7,5  | Klecánky (bus)             | 3008                         | 175 m       |
| 9,5  | Husinec                    |                              | 189 m       |
| 12,5 | Řež (žst)                  |                              |             |
| 16,5 | Na Dole (přívoz)           |                              |             |
| 18,5 | Dolánky                    |                              |             |
| 20,5 | Chvatěruby                 |                              | 179 m       |
| 25,5 | Kralupy u lávky            | 0018, 0366, 1076, 3010       |             |

## Zajímavá místa
- Zoo Praha
- Troja (zámek)
- Podhoří (přírodní rezervace)
- Zámky
- Bohnické údolí
- Dynamitka Bohnice
- Čimické údolí
- Drahanské údolí
- Zdymadlo Klecany
- Přírodní park Dolní Povltaví
- jeskyně Drábovna - Větrušice
- Národní přírodní rezervace Větrušické rokle
- Chvatěruby (zámek)
- Masarykův most (Kralupy nad Vltavou)

## Veřejná doprava
Cesta začíná u zastávky MHD Zoologická zahrada. Projde kolem zastávek Podhoří a Zámky, přejde zastávku autobusů a přívoz v Klecánkách, přívoz v Úholičkách, zastávku v Husinci a přívoz v Máslovicích. Končí nedaleko nádraží a zastávky autobusů v Kralupech nad Vltavou.